# الغواصة الألمانية يو-349
غواصة يو-349 غواصة يو بوت ألمانية من الفئة السابعة سي بنيت لسلاح بحرية ألمانيا النازية كريغسمارينه، في أحواض نورد سي ويرك خلال الحرب العالمية الثانية.